# Беломорит
Беломори́т (англ. Belomorite — от топонима), иногда перистери́т или лу́нный ка́мень, также мурчисони́т, цейлонский опа́л, жаризо́ль, гекатоли́т — декоративная разновидность альбита (олигоклаза) белого или светло-серого цвета с отчётливым эффектом иризации. По составу беломорит относится к семейству полевых шпатов, это натриевый алюмосиликат из группы плагиоклазов, в большинстве случаев принадлежащий к изоморфному ряду альбит (Ab) — анортит (An) с примерным процентным содержанием 70Ab-30An.
Название «беломорит» было дано этой разновидности альбита академиком А. Е. Ферсманом в 1925 г. по месту обнаружения недалеко от берега Белого моря, а также по ассоциации — за сходство цветов иризации с оттенками морской воды. Лучшие разности беломорита бывают полупрозрачными или прозрачными, они обладают жемчужно-стеклянным блеском и иризацией в сине-голубых, серо-голубых, зелёновато-синих или бледно-фиолетовых тонах. Месторождения этого самоцвета известны более всего на севере, в пегматитах Кольского полуострова и Карелии.
Беломорит — эффектный и популярный ювелирно-поделочный камень. Однако из-за своей хрупкости и совершенной спайности минерал часто ломается и труден для обработки, поэтому его гранят в форме простых кабошонов (овальных, круглых, каплевидных), а также шаров или полированных пластин.

## История открытия и название
Спустя полтора десятка лет после обнаружения неподалёку от берега Белого моря этой разновидности альбита Александр Ферсман достаточно подробно и с точными подробностями описал историю своей «находки» этого минерала в коротком лирическом эссе под названием «Беломорит». Вместе со своим спутником он сошёл с поезда на станции Полярный Круг Лоухского района Республики Карелия, чтобы затем отправиться пешком по направлению к «Синей Пале», — так называлась старая выработанная жила полевых шпатов, расположенная посреди болотистой местности, между холмами (по карельски — вараками) почти на самом берегу Белого моря, примерно в шести километрах к востоку от станции.
Там, на старой выработке среди тёмных амфиболовых сланцев была расположена белоснежная жила альбита длиной не менее десяти метров, она поднималась на вершину соседнего холма и уходила боковыми разветвлениями в тёмный камень сланцевых пород. Александр Ферсман присел около штабеля полевого шпата, сложенного для транспортировки, посмотрел на него внимательно и, как он пишет, больше не смог отвести взгляда, — перед ним находился «белый, едва синеватый камень, едва просвечивающий, едва прозрачный, но чистый и ровный, как хорошо выглаженная скатерть».

По отдельным блестящим поверхностям раскалывался камень, и на этих гранях играл какой-то таинственный свет. Это были нежные синевато-зеленые, едва заметные переливы, только изредка вспыхивали они красноватым огоньком, но обычно сплошной загадочный лунный свет заливал весь камень, и шел этот свет откуда-то из глубины камня, — ну так, как горит синим светом Чёрное море в осенние вечера под Севастополем.
Нежный рисунок камня из каких-то тонких полосочек пересекал его в нескольких направлениях, как бы налагая таинственную решетку на исходящие из глубин лучи. Я собирал, отбирал, любовался и снова поворачивал на солнце лунный камень.— Алескандр Ферсман, «Воспоминания о камне», 1940
Найденный на старой выработке камень получил название «беломорит», — потому что, как объясняет Ферсман, был найден в том месте, где «Белое море отливало цветами лунного камня… или камень отражал бледно-синие глубины Белого моря?..» — Несколько образцов геологи отвезли на Петергофскую гранильную фабрику, отрекомендовав его как новый поделочный камень.
Между тем, авторы «нового минерала» ничуть не настаивали на том, что совершили некое минералогическое открытие, отмечая, что декоративная разновидность давно известного камня получила от них новое поэтическое имя или даже торговую марку. С одной стороны, Ферсман прямо пишет, что беломорит «не родился там, — это мы его там придумали»; а с другой стороны, он всё-таки называет эту разновидность полевого шпата «настоящим лунным камнем» в противовес другим минералам, носящим такое же название.
При этом побережье и, говоря шире, окрестности Белого моря являются отнюдь не единственным местом, где обнаруживает себя ферсмановский беломорит, принадлежащий к классу едва ли не самых распространённых на земле породообразующих минералов. Месторождения этой разновидности плагиоклазов, чаще всего связанные со слюдоносными и керамическими пегматитами, расположены и в других местах Северной Карелии (окрестности Хетоламбина, Слюдяной Бор), а также на юге Кольского полуострова:71.
Второе название иризирующего полевого шпата — перистери́т — также происходит от географического названия (Перисте́ри — гора в западной Греции). Ещё реже употребляются другие региональные синонимы беломорита — мурчисонит, цейлонский опал и жаризоль, связанные с местами находок. Существуют также названия наподобие гекатолита:94, связанные с кристаллографической ориентировкой иризации. Все они, так или иначе, могут быть отнесены к локальным территориальным или коммерческим маркам, так или иначе связанным с торговлей ювелирными или поделочными изделиями из иризирующего альбита:35.

## Свойства

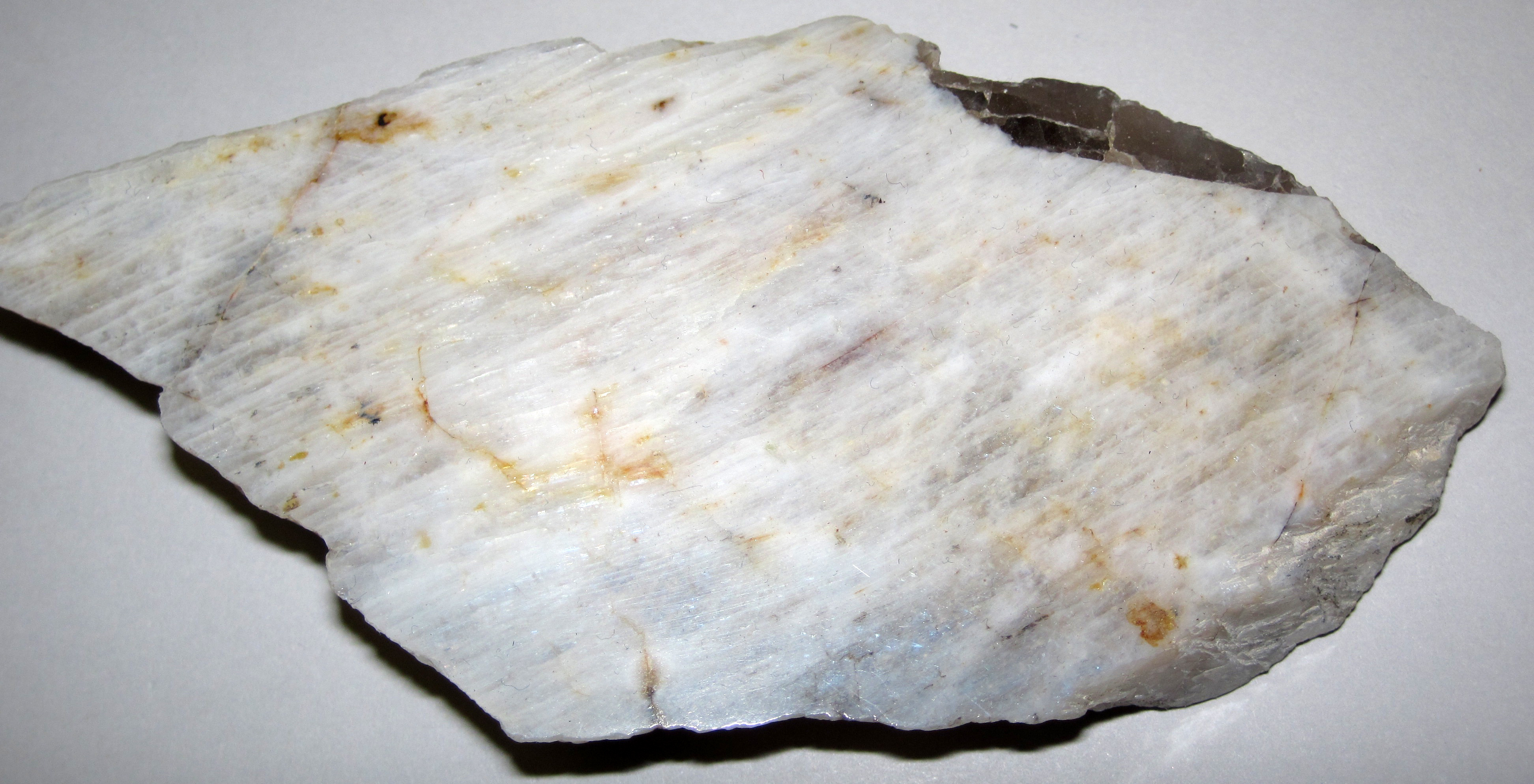
Беломорит

Причины иризации беломорита неоднократно были предметом изучения, в целом совпадавшего по своим выводам. Большинство исследователей сходились в том, что синеватое или зеленоватое свечение связано со специфическими дефектами в слоистой структуре минерала. Александр Ферсман отмечает в своих воспоминаниях, что «таинственный свет», исходящий из глубины камня, играл именно «по отдельным блестящим поверхностям», линиям скола или разлома, естественным образом проходящего по границам совершенной спайности беломорита. Значительно сильнее и ярче этот эффект проявляется также после полировки минерала:37.
Совершенная спайность беломорита (перистерита) проявляется в его структуре. Минерал состоит из тончайших (параллельных) пластинок, почти незаметных для невооружённого взгляда. Свет, отражаясь от внутренних плоскостей спайности, многократно преломляется, что и приводит к эффектной цветовой интерференции света на соразмерных длине его волны структурах спинодального распада. Эти свойства беломорита отнюдь не уникальны, их проявления характерны для многих минералов, объединённых под названием «лунных камней». Также и другие иризирующие плагиоклазы, как, например, многие лабрадоры, обладают узконаправленным (в примерных пределах 15-20°) приблизительно вдоль оси b цветным радужным отблеском, чаще всего проявляющимся в красивых голубых и синих, реже — в зелёных, жёлтых или даже красноватых тонах. Иризация представляет собой особый вид псевдохроматизма, вызываемый интерференцией света на соразмерных длине его волны структурах спинодального распада. Подобный эффект также бывает характерен изредка для некоторых калиевых полевых шпатов (ортоклазов), антофиллита и довольно часто — для энстатита и бронзита:641.
Характерный оптический эффект лунных камней чаще всего называют иризацией. Однако природа их цветного свечения имеет особую специфику, было бы точнее называть её адуляресценцией (от названия титульного минерала: адуляр или лунный камень). Этот эффект связан с рассеянием белого света на очень мелких субмикроскопических точечных дефектах в структуре камня типа микропертитовых вростков, тонких пластинок спайности или пространственных флуктуаций внутреннего состава. Согласно теории рассеяния Рэлея, коротковолновое излучение при прочих равных всегда рассеивается сильнее, а потому отражённый и рассеянный свет будет иметь более голубой оттенок, чем исходный. Кроме того, в ультрафиолетовых лучах у беломорита иногда проявляется слабая оранжевая люминесценция.
Как правило, беломорит образует сплошные зернистые и кристаллические массы или массивные кристаллические агрегаты, значительно реже встречаются кристаллы таблитчатого и таблитчато-призматического вида. Очень часто отмечается сложное полисинтетическое двойникование.

## Месторождения

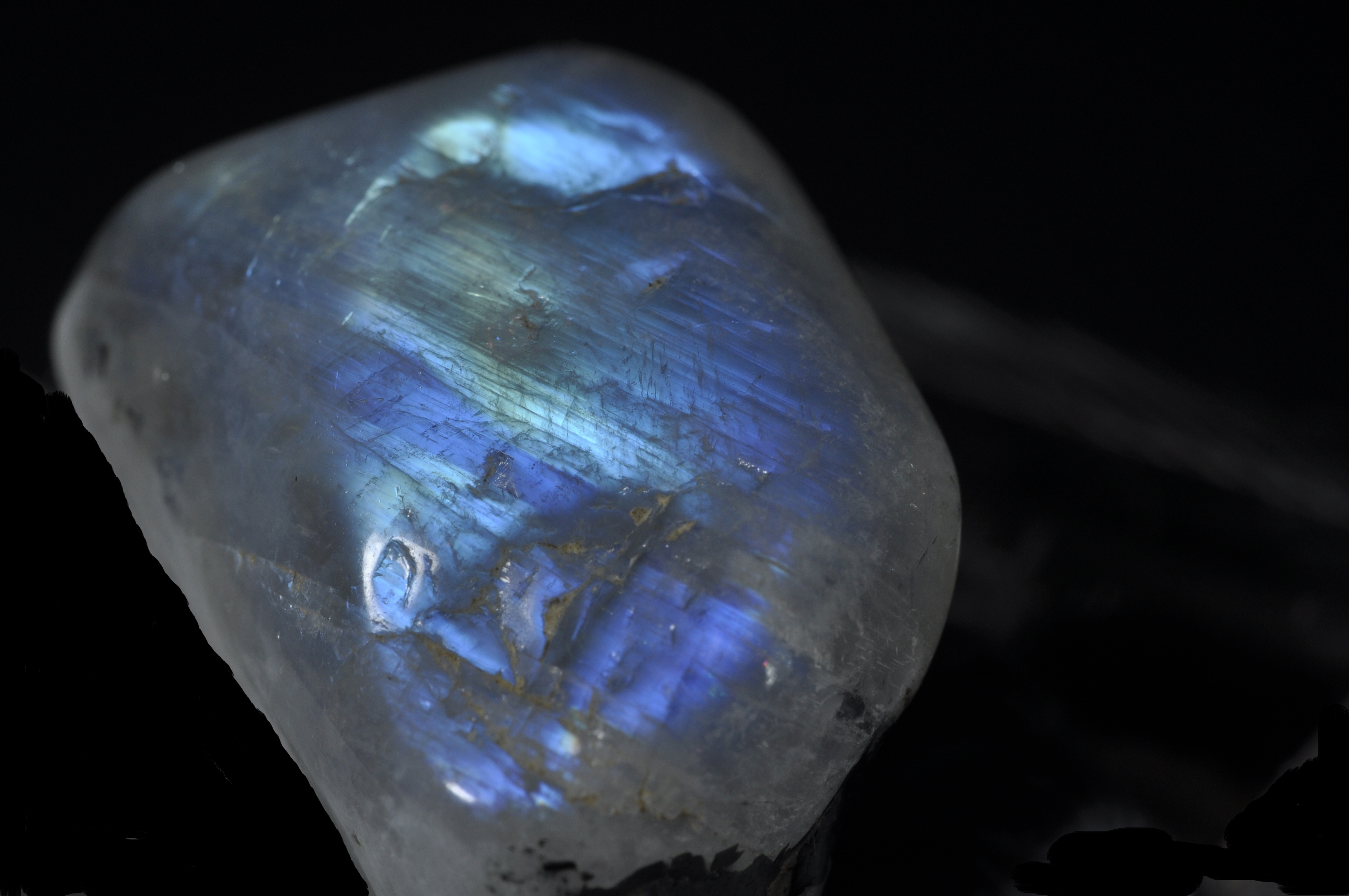
Цейлонский «беломорит» («опал»)

Беломорит имеет магматическое происхождение, он входит в состав многих гранитов и гранитных пегматитов. Альбиты (олигоклазы) очень широко распространены по всему миру, они входят в число самых часто встречающихся породообразующих минералов. Иризирующие региональные разновидности, по составу и свойствам вполне соответствующие беломориту, встречаются закономерно реже, однако назвать их редкими минералами было бы неправильно. Плагиоклазы с лунным отсветом давно известны в некоторых пегматитовых жилах Шайтанки и Липовки (Средний Урал), а также в Уточкиной пади близ Улан-Удэ (Бурятия).
Высокого качества промышленно-значимый беломорит, используемый в ювелирном производстве, добывается главным образом на Цейлоне (называясь там чаще всего цейлонским опалом). Также беломориты в больших количествах установлены на Мадагаскаре, в Танзании, Индии, США (штаты Калифорния и Колорадо). Кроме того, локальные месторождения иризирующего альбита известны на территории Австралии, Австрии, Германии, Италии, Кении, Норвегии, Польше, Украине, а также во Франции, Швейцарии, Швеции и Японии:15.
Титульные месторождения беломорита находятся в Северной Карелии, где и обнаружил этот камень Александр Ферсман, а также на юге Кольского полуострова.

## Использование
Беломорит — эффектный, недорогой и популярный поделочный камень, он используется в ювелирном деле как одна из разновидностей «лунного камня». Его, как правило, обрабатывают в виде кабошонов, чаще двусторонних, выпуклых в обе стороны, чтобы, таким образом, усилить его блеск, в отличие, скажем, он аналогичного лабрадора, который чаще формируют в виде плоских пластин, вырезанных параллельно линиям спайности.
Вместе с тем, хрупкость и совершенная спайность беломоритов служит естественным препятствием в процессе их обработки. Как следствие, минерал часто ломается и труден в производстве; в том числе также и по этой причине его чаще всего гранят в форме простых кабошонов (овальных, круглых, каплевидных), а также шаров с учётом имеющихся трещин и линий спайности. Лунные камни находятся в верхней части списка по количеству синтетических минералов (подделок), которые под видом натуральных минералов попадают на рынок. Кроме более яркого эффекта иризации, искусственные минералы не столь хрупки и уязвимы, как их природные аналоги.